# Тузиченко Володимир Павлович
Тузиченко Володимир Павлович (рік народження-1906,помер приблизно у 1975 році) — майстер бандур. Учасник київської Дитячої капели бандуристів, керівником якої був Барташевський Юрій Пилипович.
Тузиченко працював майстром фортепіано, а коли почав робити бандури перекинув принципи виробництва фортепіано до виробництво бандур. Він використовуючи коряк бандури як раму для деки. Почав він виробляти хроматичні бандури в 1936 році. В 1938 р. хроматизував увесь звукоряд, а на басах застосував фортепіанну клавіатуру. Тузиченко вперше вмонтував механіку з регістровим механізмом.
До 50-річчя Павла Григоровича Тичини Тичина Павло Григорович на замовлення спілки письменників України Володимир Тузиченко створив унікальну бандуру в єдиному екземплярі. На металевім штирі натягнуто 55 металевих струн, на грифі — 16 клавишів для басів Інструмент був інкрустований кусочками перламутру, а у центрі вмонтовано перламутрову зірку.  Під час реставрації в бандурі було знайдено папірець, на якому було написано: «Эксперимент № 4 конструкции любителя Тузиченко Владимира Павловича. Изготовлено автором 1940 г. Ноябрь. Робота ручна.». Зараз бандура перебуває в музеї-квартирі  Павла Тичини Літературно-меморіальний музей-квартира П. Г. Тичини.
Тузиченко також розробив інструмент з демферовим механізмом та розробив сімейство оркестрових бандур.
Інструменти Тузиченка були важкими. Останній інструмент важив 16 кілограм. Після 1963 р. вони перестали використовуватися професійними бандуристами.
Бандури зберігаються в Музей кобзарства Криму та Кубані при Кримському державному гуманітарному інституті а також у Державному музеї Театрального, музичного та кіно-мистецтва України є бандура з перемикачами "Зроблена м. Київ. 1961 г. січень місяць".